# Nothing Else Matters
"Nothing Else Matters" é uma canção da banda de heavy metal Metallica. Foi lançada em 1992 como o terceiro single do quinto album,  The Black Album . A música atingiu o décimo primeiro lugar no ranking Billboard Mainstream Rock Tracks além de ótimas colocações em outros ranks da Europa. "Nothing Else Matters" é reconhecida como a canção mais popular da banda, sempre fazendo parte do repertório das apresentações ao vivo. A letra foi escrita pelo vocalista James Hetfield, e retratava o sentimento de tristeza e solidão que ele sentia por estar longe de casa enquanto excursionava com o Metallica pelo mundo.

## Músicos
- James Hetfield – Vocais, Guitarras
- Kirk Hammett - Guitarra
- Lars Ulrich – Bateria
- Jason Newsted – Baixo, Voz

## Charts
| Parada musical (1992)                          | Posição |
| ---------------------------------------------- | ------- |
| Austrália (ARIA)                               | 8       |
| Áustria (Ö3 Austria Top 75)                    | 6       |
| Bélgica (Ultratop 50 de Flandres)              | 5       |
| Canada Top Singles (RPM)                       | 41      |
| Dinamarca (Hitlisten)                          | 23      |
| Finlândia (Suomen virallinen lista)            | 14      |
| França (SNEP)                                  | 10      |
| O campo songid é OBRIGATÓRIO PARA PARADA ALEMÃ | 9       |
| Ireland (IRMA)                                 | 3       |
| Italy (FIMI)                                   | 7       |
| Países Baixos (Dutch Top 40)                   | 5       |
| Nova Zelândia (Recorded Music NZ)              | 11      |
| Noruega (VG-lista)                             | 3       |
| Suécia (Sverigetopplistan)                     | 12      |
| Suíça (Schweizer Hitparade)                    | 5       |
| UK Singles (The Official Charts Company        | 6       |
| U.S. Billboard Hot 100                         | 34      |
| U.S. Billboard Mainstream Rock Tracks          | 11      |